# Glossadelphus dimorphus
Glossadelphus dimorphus är en bladmossart som beskrevs av Hugh Neville Dixon 1941. Glossadelphus dimorphus ingår i släktet Glossadelphus och familjen Hypnaceae. Inga underarter finns listade i Catalogue of Life.